# Fairphone (smartphone)
Pour la société, voir Fairphone (société).

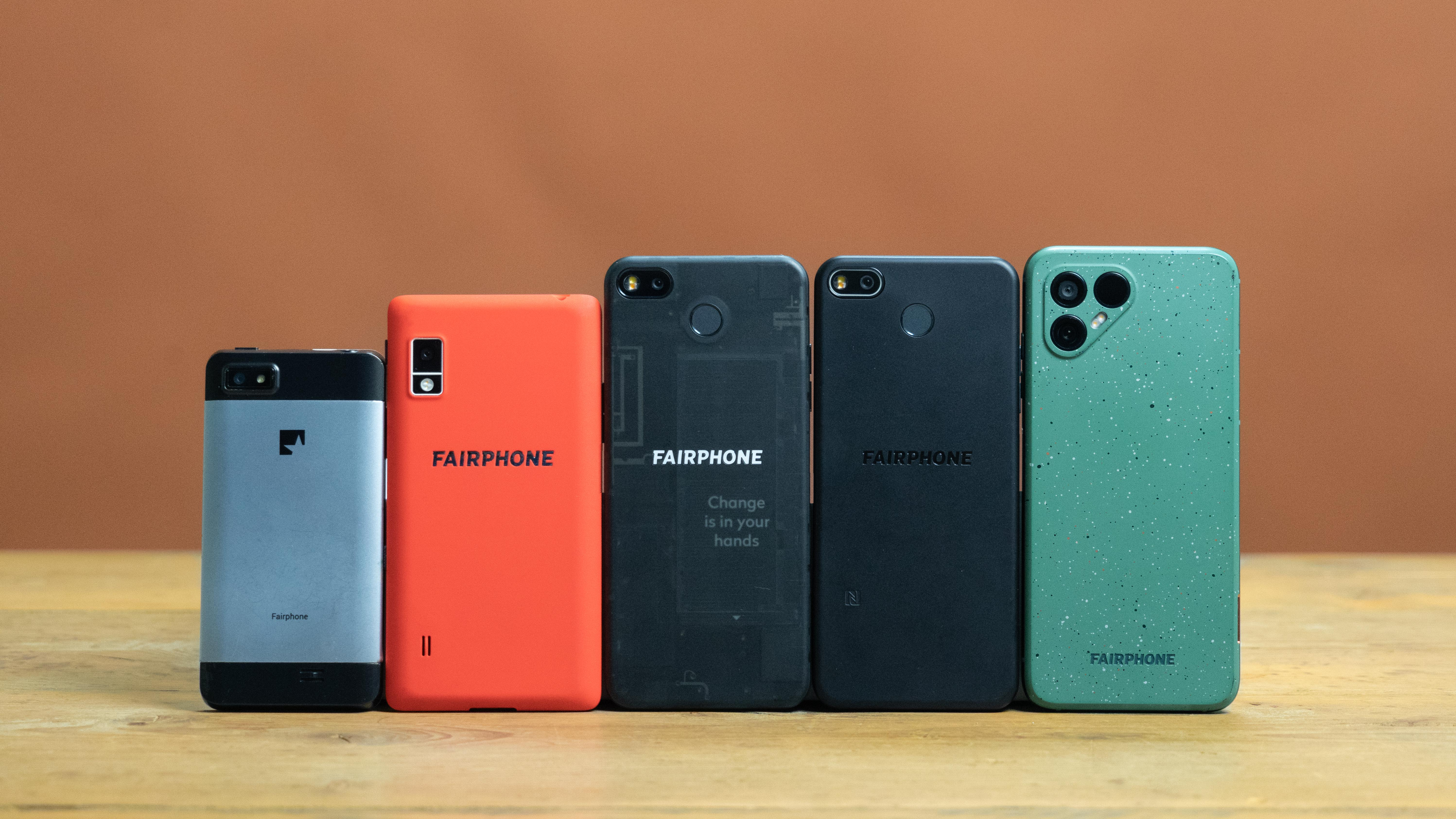
Fairphone 1, 2, 3, 3+ et 4.

Fairphone désigne la gamme de smartphones conçus et produits par la société Fairphone.
Cet article présente les différents modèles de la gamme Fairphone, ainsi que les systèmes d'exploitation libres qui ont été utilisés avec ces modèles.

## Les modèles

### Fairphone 1
Projet financé par les précommandes, le seuil de 5 000 réservations est atteint le 5 juin 2013.
La production du premier modèle de Fairphone se fait en deux lots, distribués à partir de fin 2013 pour le premier et pendant l'été 2014 pour le second.
En tout, le premier modèle est écoulé à 60 000 exemplaires.

### Fairphone 2
Le 16 juin 2015, la seconde génération de Fairphone est officialisée avec des changements matériels (écran 5 pouces, connectivité 4G LTE) et de tarif (525 €),.
Basé sur une construction modulaire, ce smartphone est facilement réparable et conçu pour durer. Il est présenté comme étant un « antidote à l'obsolescence programmée ».
Son financement est réalisé par une campagne de financement participatif commencée 16 juillet 2015, avec un objectif initial de 15 000 pré-commandes en 2 mois et demi. Le 30 septembre 2015, cet objectif est atteint, avec 17 552 pré-commandes, équivalent à un financement de plus de 9 millions d'euros.
Commercialisé en ligne en décembre 2015, son prix public est de 525 €. Il est commercialisé par l'opérateur Orange en France à partir du 28 septembre 2017.
C'est le premier téléphone à recevoir le label commerce équitable « Fairtrade de Max Havelaar ».
Le Fairphone 2 est également le premier modèle de la compagnie associé au système d'exploitation Fairphone Open OS.
Le 22 mars 2019, l'entreprise annonce avoir vendu son stock de Fairphone 2 et qu'elle continuera à fournir les pièces de rechange pendant 3 ans. La dernière mise à jour système est fournie en mars 2023.
Plusieurs utilisateurs rencontrent des problèmes de micro et de batterie sur cette version.

### Fairphone 3
Le 27 août 2019, un prototype du Fairphone 3 est présenté à Berlin, avant la sortie officielle en septembre 2019. En France, il est disponible à la commande dès le 10 septembre 2019, au prix de 450 €, directement auprès du constructeur ou via l'opérateur Orange. Conçu pour une durée de vie de 5 ans, ce nouveau modèle nécessite un peu plus d'effort par rapport au Fairphone 2 pour changer des pièces.
Au vu de sa facilité de démontage, iFixit lui attribue une excellente évaluation malgré la présence de quelques éléments soudés,.

### Fairphone 3+
Annoncé le 27 août 2020, le but de ce nouveau modèle est d’être le plus écologique possible. Il est possible de changer les pièces quand elles arrivent en fin de vie. Le Fairphone 3+ se compose de 40% de plastique recyclé.

### Fairphone 4
Sortie le 25 octobre 2021, il intègre une antenne 5G, un connecteur USB Type-C, un objectif très grand angle, mais ni la recharge sans fil, ni prise casque, ni l’étanchéité. Il est relativement long et volumineux (11 mm d’épaisseur, 162 mm de long). Il est réparable, mais plus difficile à démonter que les modèles 2 et 3. Il est garanti cinq ans à condition de s’inscrire sur Internet. Fairphone garantit les mises à jour logicielles jusqu’en 2025, voire peut-être 2027. Il est environ deux fois plus cher qu'un modèle standard aux performances équivalentes, un coût qui est justifié par la démarche sociale : fournisseurs de matières premières hors zones de guerre, entreprises engagées dans une démarche responsable, faisant des efforts pour augmenter les salaires, réduire les risques sur les sites de production ou encore lutter contre le travail des enfants,.
Le Fairphone 4 dispose d'un bilan carbone de 43 kg équivalent CO2.

### Fairphone 5
Le modèle 5 est en vente à partir du 15 septembre 2023 ; il améliore la formule du Fairphone 4, au prix d'un net surcoût, mais la marque promet une durée de vie supérieure à celle d’un smartphone ordinaire, notamment huit années de mises à jour logicielles de sécurité, et une garantie commerciale de cinq ans,.
Selon l'entreprise, cette nouvelle version est composée de 70 % des 14 matériaux clés issus de sources recyclées, ou de mines équitables. Le tungstène, le lithium et l'or sont issus du commerce équitable.
Selon les critères d'iFixit, son score de réparabilité est parfait (10/10). Un concours récompense aussi des idées de réusage de parties de smartphones.

### The Fairphone (Gen. 6)
Le modèle 6 est en vente à partir du 25 juin 2025.

## Systèmes d'exploitation
Alors que le Fairphone 1 utilisait Jelly Bean, à partir du Fairphone 2, la société a communiqué sur la mise à disposition de versions alternatives d'Android, en plus de la version Android Nougat.
De nouvelles versions de l'Open OS sont proposés en même temps que celles du Fairphone OS : en juin 2017 sous Android 6 puis en novembre 2018 sous Android 7.
Depuis août 2018, la version 15.1 de LineageOS, lui-même basé sur Android 8.1, est disponible pour le Fairphone 2. La version 16.0, basée sur Android 9.0 est également disponible sur la page de téléchargements.
Le système d'exploitation Ubuntu Touch (uTouch) est aussi développé et maintenu par les développeurs du projet associatif UBports pour le Fairphone 2. La communauté autour du projet a aussi porté Ubuntu Touch sur les Fairphone 3 et 3+, et dernièrement sur le Fairphone 4, le port est en cours pour le Fairphone 5.
Le projet Mobian prévoit de travailler en 2023 à la possibilité d’installer une installation de type Debian sur les Fairphone 4. En 2025, le projet Mobian annonce la compatibilité avec le Fairphone 5, en plus du Fairphone 4.

## Les applications
Certaines applications pré-installées sur les terminaux Fairphones sont développées par l'entreprise :
- Fairphone Camera Info
- Fairphone Checkup
- Fairphone Hiccup
- Fairphone Module Detect
- Fairphone Proximity Sensor Tool
- Fairphone Updater

## Popularité en France
En 2015, la France représente moins de 10 % des ventes du premier modèle, le Fairphone. Cependant, elle se place à la troisième place dans les précommandes du Fairphone 2.

## Critiques
En 2013, le choix de Fairphone d'utiliser des processeurs Qualcomm pour son premier modèle de téléphone est vivement critiqué par l'équipe chargée du développement de Replicant, un système d'exploitation libre pour mobile, du fait de la mauvaise isolation du modem qui lui permettrait d'accéder à des éléments critiques tels que le GPS, le micro et la mémoire, et permettrait donc d'utiliser ce téléphone pour espionner si une telle faille était exploitée. Ces processeurs obligent à l'utilisation de pilotes non-libres. Replicant propose alors au développeur du Fairphone de changer de processeur pour des modèles comme MX, OMAP, Rockchip et Allwinner.
La durée de vie des batteries du Fairphone 1 est limitée. La compagnie offre la possibilité de remplacer celles-ci dans un premier temps, mais le stock pour ce modèle est épuisé en 2017. La fabrication de ces batteries de rechange est arrêtée, ce qui oblige les consommateurs à acheter un nouveau téléphone si la batterie est inutilisable. Ceci, seulement quatre ans après la commercialisation du téléphone, ce qui contredit les objectifs de durabilité affichés à cette époque par la société Fairphone.
En octobre 2017, un article du Monde salue l'idée d'un téléphone modulaire, mais regrette un prix élevé au regard des performances techniques et s'interroge sur les problèmes pouvant se poser à un utilisateur désireux d'utiliser le Fairphone 2 sur une longue durée.